# 大分県立大分雄城台高等学校
大分県立大分雄城台高等学校（おおいたけんりつおおいたおぎのだいこうとうがっこう）は、大分県大分市にある全日制課程単位制普通科の高等学校である。通称は雄城高（おぎこう）。
校舎は標高約70mの雄城台地上にあり、通学する際には、急勾配の雄城坂を登ることになる。学校敷地内には雄城神社がある。

## 設置学科
- 普通科

2007年度に、形態が単位制普通科高校に変更された。

## 沿革
- 1973年（昭和48年）
  - 3月 - 大分上野丘高校、大分舞鶴高校との3校合同選抜による入学試験を実施。
  - 3月31日 - 普通教室棟（16教室）竣工。
  - 4月10日 - 開校。
  - 10月31日 - 体育館竣工。
- 1974年（昭和49年）
  - 3月30日 - 特別教室棟（13教室、準備室）竣工。
  - 11月20日 - 柔剣道場竣工。
- 1975年（昭和50年）
  - 2月25日 - 普通教室棟増築（14教室）完工。
  - 10月26日 - 管理棟竣工。
- 1982年（昭和57年）
  - 7月10日 - 第2グラウンド完成。
  - 10月9日 - 創立10周年記念式典挙行。
- 1983年（昭和58年）3月 - 新設の大分南高校を加えた4校合同選抜による入学試験を実施。
- 1985年（昭和60年）
  - 2月10日 - プール竣工。
  - 3月 - 大分南高校、新設の大分豊府高校との3校合同選抜による入学試験を実施。
- 1992年（平成4年）
  - 9月19日 - 創立20周年記念式典挙行。
  - 10月20日 - 米国テキサス州オースティン市ジョンストン高校（Johnston High School）と姉妹校締結。
- 1995年（平成7年）
  - 3月 - 単独選抜による入学試験を開始。
  - 3月31日 - セミナーハウス「雄心館」竣工。
- 1997年（平成9年）8月25日 - 米国テキサス州オースチン市オースティン高校（Austin High School）、LBJ高校（Lyndon B. Johnson High School）と姉妹校締結。
- 2001年（平成13年）12月20日 - 多目的ホール「雄創館」取得。
- 2002年（平成14年）10月12日 - 創立30周年記念式典挙行。
- 2007年（平成19年）12月18日 - 大分大学、大分県立看護科学大学、大分県立芸術短期大学と高大連携協定を締結。
- 2012年（平成24年）10月5日 - 創立40周年記念式典挙行。

## 教育方針
誠実・自主・創造の3つの校訓を元に教育目標を立て、人材の育成を図っている。
これは、初代・藤原正教(まさのり)校長が提唱したもので、その経緯は『学校を造る』（ぎょうせい発行）という書籍に詳細に書かれている。
なお、校章の三本の矢は、鎮西八郎・源為朝が霊山から放ったとされる矢をもとに、これに毛利元就の「三本の矢」の伝承を組み合わせて、初代・藤原正教校長が発案したものである。

## 環境
新産業都市指定や大分臨海工業地帯への企業進出などの工業化等に伴う大分市の人口急増に対応するために、大分市稙田(わさだ)地区に造成された住宅地群の狭間に設けられた高校であり、現在でも稙田地区から自転車で通学する生徒が多いが、単独選抜化・大分豊府高校の併設中学設置(中高一貫化)・単位制化に伴い、大分市中心部からの通学者が増えている。
雄城台高校の校地はひとつの台地全体を占めており、校舎は台地上にあるため、周囲の喧噪から遮断された良好な環境が保たれている。
なお、校庭の芝生と、これを取り囲む桜並木は、第一回卒業生が自ら植えたものであり、当初は、全ての桜にそれを植えた人の名札が下げられていた。ここに、校訓の「誠実・自主・創造」の精神が活かされている。
さらに、管理棟の中庭にあった日本庭園も、生徒会から自主的に提案されたものである。

## 施設
校舎は、管理棟、普通教室棟、特別教室棟から成り、他に体育館、プール等がある。
管理棟は、最も正門寄りに位置し、図書館や職員室などがある。3階建てでロ字状の平面を有しており、中央部の中庭を廊下が取り巻き、その外側に室が配される構成となっている。中庭の置物の配置は直上から見ると大分県の形をしている。
普通教室棟は、管理棟に隣接して設けられており、4階建てで、通用門側の1階部分の一部がピロティになっている。特別教室棟は、普通教室棟に並行して、正門から見て最も奥に設けられている。

## 学校行事

### 年間行事
- 4月：入学式、教育合宿（1年生）、遠足（2、3年生）
- 5月：前期生徒総会
- 7月：クラスマッチ
- 8月：学習合宿（3年生）
- 9月：九月祭、オープンスクール
- 11月：学校開放、後期生徒総会
- 12月：修学旅行（2年生）
- 1月：新春行事（1、2年生）
- 2月：強歩大会（1、2年生）
- 3月：クラスマッチ（1、2年生）、卒業式

### 前期生徒総会
生徒総会は年2回行われる。
前期は5月、後期は11月である。
主な内容として学校や各委員会の案に対する要望、修正意見の議論がある。
しかし、各要望の最終決定するのは学校側であり、これまで要望が通ったことはほぼない。
実際に、9月祭でのスマートフォン使用解禁の要望がでたが、学校側は「スマートフォンの持ち込みは緊急連絡用という理由のみで認めているため9月祭での写真撮影目的等での使用は認められない」
とこれを拒否した。
また、雄城坂での小型扇風機の使用も「手に扇風機を持って挨拶をする事はだらしない」との理由で拒否。
しかし、学校側は大分県教育委員会のYouTubeチャンネルにて「雄城坂での挨拶の指導は行っていない、生徒が自主的にやっている」としているが、これにより事実上の強制が露になった。
ここで言う雄城坂での挨拶とは車が来たら振り返って礼をするという物である。

### 九月祭
九月祭は、毎年9月中旬に3日間行われる。最初の2日間は文化祭に、残りの1日は体育祭にあたる。体育祭の団体競技に雄城神社に縁のある源為朝に因んだ為朝合戦がある。2008年に限り、大分国体の影響で体育祭が5月に行われた。

### 強歩大会
強歩大会は、学校創立以来、毎年、冬に行われている行事で、1・2年生が参加する。男子は霊山を登り霊山寺付近で折り返す約20kmコース、女子は霊山の手前で折り返す約16kmコースを走る。途中で歩くことも認められるが、制限時間内にゴールできない場合は棄権となる。気温が低い条件下で、特に男子が挑むコースでは急勾配の坂道の登り下りがあるため過酷である。

## 部活動
運動部、文化部ともに活動が活発で、全国大会などへの出場も多い。

### 運動部
- 男子ハンドボール部は、2006年12月に全国選抜大会大分県予選で25連覇中の強豪大分国際情報高校を下して優勝を遂げ、全国高等学校ハンドボール選抜大会に出場した[1]。全国高校総体（インターハイ）には、2007年7月に初出場し[2]、2008年8月には3位に入賞した[3]。
- 硬式野球部は、甲子園出場こそないものの、全国高等学校野球選手権大会（夏の甲子園）の予選である全国高等学校野球選手権大分大会決勝に1989年、1999年、2008年の3度進出するとともに、九州地区高校野球大会にも3度出場している。
- 他に男子バスケットボール部（2006年）等が全国高校総体に出場している。
- 弓道部も大分県の強化指定校であった。
- ラグビー部は何度も花園県予選で2位になっている。
- 水泳部や陸上部も毎年多くの選手がインターハイや国体に個人種目やリレーで出場している。また、陸上部女子は県の最重要国体強化部に指定されている。そして、九州新人大会では史上2校目の二連覇をしている。

### 文化部
- 吹奏楽部や放送部等が、数多くの全国総合文化祭等の全国規模の大会に出場・入賞している。
- 放送部はNHK杯全国高校放送コンテストに1998年から連続で出場しており、2003年にはラジオドラマ部門で優勝。2009年には部員がアナウンス部門で準優勝した。九州高校放送コンテストにも多数回出場しており、2006年にラジオ番組部門で優勝した。なお、1974年には、創部2年目の初出場でいきなり２位入賞の快挙を果たして全県から注目された。

## 著名な出身者
- 安部徹也（株式会社MBA Solution代表取締役）
- 安藤優也（元プロ野球選手）[4]
- 大塚純子（シンガーソングライター）
- 梶原昂希 (プロ野球選手) [5]
- 鹿毛敏夫（日本史学者・名古屋学院大学教授、松平健主演NHK時代劇「大友宗麟 心の王国を求めて」時代考証）
- 河野貴輝（ティーケーピー代表取締役社長）
- 桑野和泉（由布院玉の湯代表取締役社長）
- 兒玉芽生（陸上競技短距離選手、2021年8月東京オリンピック陸上女子400mリレー出場）
- 後藤隆一郎（イマジネーション (制作会社)代表取締役社長）
- 古森剛（マーサー・ヒューマン・リソース・コンサルティング極東地域代表兼日本法人代表取締役社長）
- 林田颯真（野球選手、大分B‐リングス所属）[6]
- 佐藤樹一郎（大分県知事、元大分市長、元中小企業庁次長）
- 佐藤裕二（名古屋テレビ放送アナウンサー）[7]
- 鈴木禎久（作曲家・編曲家）
- 戸高彩菜（タレント）[8]
- 中尾俊介  (ハンドボール選手、豊田合成ブルーファルコン所属)
- 中嶋美和子（タレント、OAB大分朝日放送の元アナウンサー）
- 西田安範（防衛審議官）
- 吉野ゆりえ（ダンサー）

## 交通
鉄道駅からは離れている一方、国道442号（旧国道210号）に近接しているため、バス・車の利用が一般的である。
- 鉄道

JR九州久大本線南大分駅及び賀来駅が、ともに学校から約5kmの位置にある。離れているため通学などに利用されることは少ないが、由布市などから久大本線を利用して通学する生徒は、南大分駅で自転車に乗り換えて通学する場合が多い。
- バス

大分バス「雄城台高校入口」停留所下車。

## その他
- 通用門や校舎は、敷地内の雄城神社とともに、大林宣彦監督の映画『なごり雪』のロケに使用された。